# Naubates clypeatus
Naubates clypeatus är en insektsart som först beskrevs av Christoph Gottfried Andreas Giebel 1874.  Naubates clypeatus ingår i släktet Naubates och familjen fjäderlöss. Inga underarter finns listade i Catalogue of Life.